# Trosna
Trosna (ros. Тросна) – wieś (ros. село, trb. sieło) w zachodniej Rosji, w obwodzie orłowskim, centrum administracyjne rejonu trosniańskiego.